# Peter Martyr Vermigli

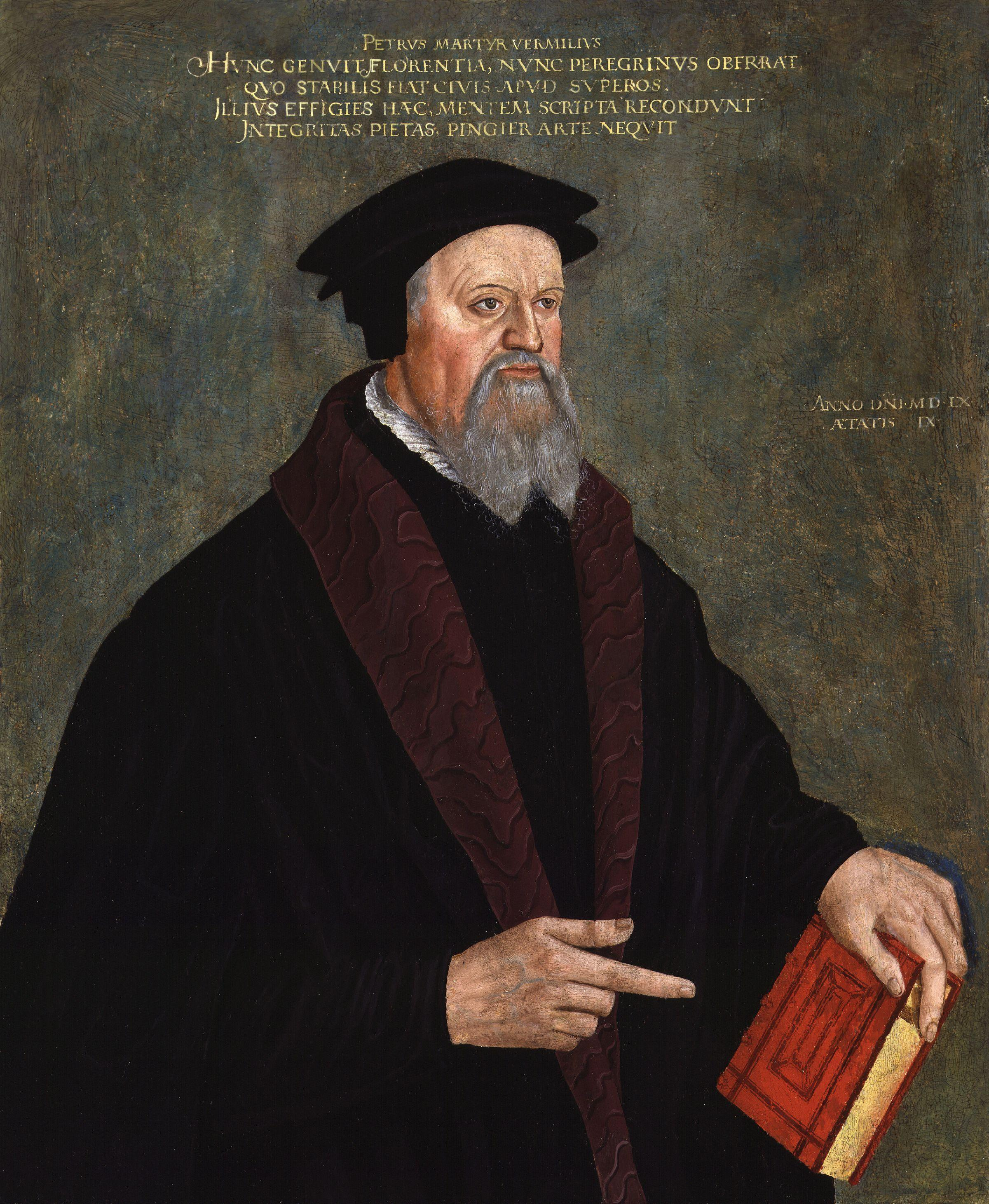
Pietro Vermigli (Porträt von Hans Asper 1560, heute in der Londoner National Portrait Gallery)

Peter Martyr Vermigli (eigentlich Pietro Mariano Vermigli; * 8. September 1499 in Florenz; † 12. November 1562 in Zürich) war ein Ordenspriester im Augustinerorden und ab 1541 Reformator, reformierter Theologe und Alttestamentler in Straßburg, Oxford und Zürich.

## Leben
Pietro Vermigli war ein Sohn des vermögenden Schuhmachers Stefano di Antonio Vermigli (* um 1460) und der Maria Fumanti; sein Vater bewunderte Girolamo Savonarola. 1514 trat er in das Kloster der regulierten Augustiner-Chorherren ein. 1518–1526 studierte er Theologie an der Universität von Padua und erhielt 1526 die Priesterweihe. 1533 wurde er Abt des Klosters S. Giuliano in Spoleto, 1537 Prior des Klosters S. Pietro ad Aram in Neapel. Dort kam er mit den Spiritualisten um Juan de Valdés in Kontakt.
Vermigli propagierte seit 1541 in Neapel und Lucca reformatorische Ideen. Er war in dieser Zeit Prior des Klosters S. Frediano in Lucca und gründete eine theologische Schule, die reformatorische Ansätze vertrat. Dadurch wurde er von der Inquisition bedroht und floh 1542 in die Schweiz nach Zürich und Basel. Er wurde in Straßburg Professor für Altes Testament und heiratete 1545 Catherine Dammartin. 1547 gelangte er an die Stelle von Richard Smyth als „Regius Professor of Divinity“ in Oxford, floh aber 1553 vor der katholischen Restauration Maria I. Tudor („Bloody Mary“) wieder nach Straßburg und ließ sich 1556 abermals in Zürich nieder. Er wurde Nachfolger des Reformators und Hebraisten Konrad Pellikan an der theologischen Schule Zürichs, dem Collegium Carolinum. Pellikan war an Ostern 1556 gestorben und Heinrich Bullinger hatte darauf Vermigli gerufen. Als Italiener stand er den Glaubensflüchtlingen aus Italien und Locarno nahe und ersetzte manchmal Bernardino Ochino als Prediger in der Kirche St. Peter, wo sich die italienischsprachige Gemeinde Zürichs versammelte. 1559 heiratete er noch Caterina Merenda.

## Werke
Von seinen Schriften sind außer Kommentaren zu alt- und neutestamentlichen Büchern die Loci communes theologici hervorzuheben, eines der umfassendsten reformatorischen Werke seiner Zeit, das postum 1576 erschien. Vermigli war Hexentheoretiker und erläutert im Kapitel De maleficis (S. 30ff) die Verbindung von Hexen mit dem Teufel und den Teufelspakt.